# If I Stay
If I Stay is een Amerikaanse dramafilm uit 2014. De film werd geregisseerd door R.J. Cutler. Het verhaal is gebaseerd op de gelijknamige roman, geschreven door Gayle Forman.

## Verhaal
De 17-jarige Mia Hall  is een cellist- talent, ze wordt verliefd op Adam en heeft een heel goede verhouding met haar familie. Ze probeert toegelaten te worden tot Juilliard School, wat Adam wel een probleem vindt gezien de grote afstand, en de stad New York die hem niet aantrekt.
Als op een dag Mia en haar familie betrokken raakt bij een tragisch auto-ongeluk, verliest ze ineens haar familie. Als ze zelf in coma raakt, waarbij een uittreding plaatsvindt, maakt ze alles bewust mee. Als ze in het ziekenhuis ligt, wordt het moeilijk voor Mia als ze ziet dat haar vrienden met haar meeleven. Mia wil vechten voor haar leven, maar ze twijfelt omdat ze ook bij haar familie wil zijn. Mia wordt voor een onmogelijke keuze gesteld. 
Veel van de film bestaat uit flash-backs.

## Rolverdeling
| Acteur             | Personage               |
| ------------------ | ----------------------- |
| Chloë Grace Moretz | Mia Hall                |
| Liana Liberato     | Kim Schein              |
| Mireille Enos      | Kat Hall                |
| Lauren Lee Smith   | Willow                  |
| Jamie Blackley     | Adam                    |
| Stacy Keach        | Grootvader              |
| Aliyah O'Bien      | Emt                     |
| Aisha Hinds        | Verpleegkundige Ramirez |
| Joshua Leonard     | Denny Hall              |
| Chelah Horsdal     | Liddy                   |
| Jakob Davies       | Teddy Hall              |

## Achtergrond
In december 2010 werd door de filmmaatschappij aangekondigd dat de roman If I Stay werd verfilmd. In januari 2013 werd bekendgemaakt dat de film geregisseerd werd door R.J. Cutler en Chloë Grace Moretz de hoofdrol zal spelen. De opnames vonden plaats in oktober 2013 in onder meer Vancouver en Coquitlam in Canada. In april 2014 werd de eerste officiële trailer uitgebracht. De wereldpremière van film op 18 augustus 2014 in New York en werd in de hele Verenigde Staten uitgebracht op 22 augustus 2014.